# Far Lands or Bust
Far Lands or Bust (сокращённо FLoB; в переводе — «Далёкие земли или оплошность») — веб-сериал, выпускаемый на YouTube пользователем Куртом Джей Маком, в котором он играет в видеоигру Minecraft. Сериал повествует о путешествии Курта Джей Мака в «Далёкие земли» — часть мира Minecraft, находящуюся на расстоянии более 12,5 миллионов метров от его центра, в которой генерация не работает должным образом, создавая искаженный ландшафт. Курт начал своё путешествие с марта 2011 года и продолжает его по состоянию на 2023 год. В 2014 году проект был занесён в Книгу рекордов Гиннеса, как самое длинное путешествие в Minecraft. Ведущий проекта также поощряет зрителей делать пожертвования различным фондам на благотворительность.

## Описание

### Далёкие земли
Minecraft — это видеоигра с открытым миром, которая помещает игроков в трёхмерный процедурно сгенерированный мир. Когда игрок идет в любом направлении, игра образует перед ним ландшафт, теоретически создавая бесконечный мир. Однако из-за вычислительных ограничений в более ранних версиях игры на расстоянии более 12,5 миллионов метров от центра мира алгоритм генерации ведет себя непредсказуемо, создавая искаженный ландшафт. Для обозначения этой области игровым сообществом было принято название «Далёкие земли» (англ. Far Lands). Маркус Перссон, первый разработчик Minecraft, объяснял: «Идти так далеко займёт очень много времени. К тому же баги придают Далёким землям загадочность и харизму». Перссон также заявил, что «до Далёких земель невозможно добраться», что Курт Джей Мак воспринял как вызов. 
Из-за изменений в коде игры последние версии игры не содержат такой же ошибки, в связи с чем ландшафт формируется нормально. Курт продолжил записывать видео в версии Minecraft Beta 1.7.3 — последней версии игры, в которой все ещё присутствуют Далёкие земли.

### Памятники F3
В Java версии Minecraft экран отладки открывается по нажатию на клавишу F3, на котором отображаются текущие координаты игрока в мире, а также биом. Во время путешествия Курта в Далёкие земли он нажимает F3 только после того, как цель сезона благотворительных пожертвований будет достигнута, чтобы завершить его. Кроме того, он строит памятник в ознаменование этого события.

### Благотворительность
Проект регулярно участвует в сборе средств для благотворительных фондов. Изначально благотворительной организацией с которой сотрудничал Курт была Child's Play, для которой за всё время совместной работы было собрано более 400 000 долларов. С 2018 по 2019 год Курт спонсировал организацию Direct Relief. Начиная с 2020 года благотворительной организацией с которой Курт начал сотрудничать стала Progressive Animal Welfare Society (PAWS), с помощью которой в 2017 году он усыновил свою собаку Джуно. 30 августа 2020 года Курт объявил, что больше не будет совместно работать с PAWS в качестве благотворителя, из-за сложностей с их системой пожертвований, вместо этого начав поддерживать Инициативу равного правосудия (англ. Equal Justice Initiative).

## Награды и премии
- В 2014 году занесён в Книгу рекордов Гиннеса, как самое длинное путешествие в Minecraft[3].